# Federação Malaia de Hóquei no Gelo
A Federação Malaia de Hóquei no Gelo é o órgão que dirige e controla o hóquei no gelo da Malásia, comandando as competições nacionais e a seleção nacional.